# 보고르 식물원

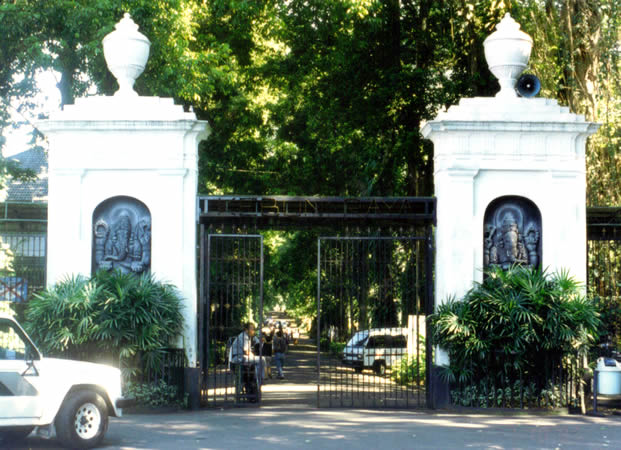
입구

보고르 식물원(Bogor Botanical Gardens, Kebun Raya Bogor)은 인도네시아 보고르에 위치한 식물원이다. 중앙자카르타에서 남쪽으로 60킬로미터 떨어진 곳에 위치해 있다.
약 87㏊나 되는 거대한 면적에 인도네시아는 물론이고 세계각지에서 모아진 15,000여종의 식물들이 짜임새 있으면서도 자유 분망한 모습으로 자라고 있고 그 중 100여종은 100여년 이상이 된 것이 있다. 특히 직경 2m나 되는 세계 최대의 꽃이라 불리는 진기한 라플레시아(4년에 한 번씩 꽃이 핌)를 이곳에서 볼 수 있다.

## 갤러리

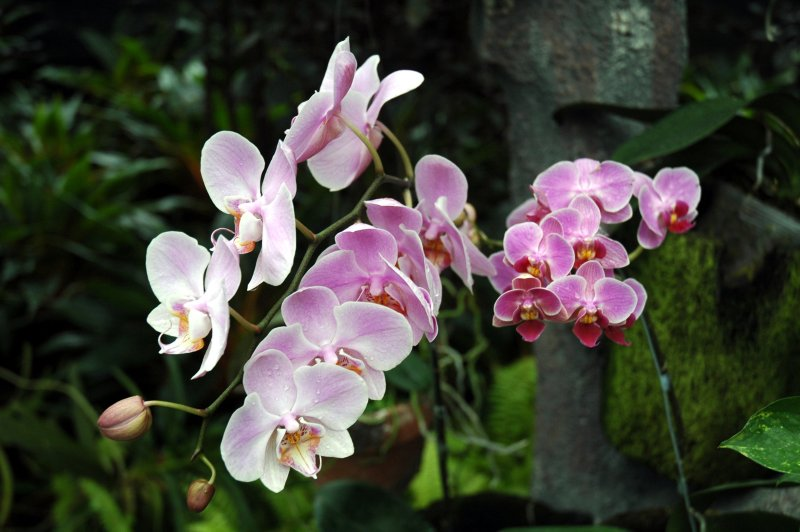
Phalaenopsis amabilis in orchid house
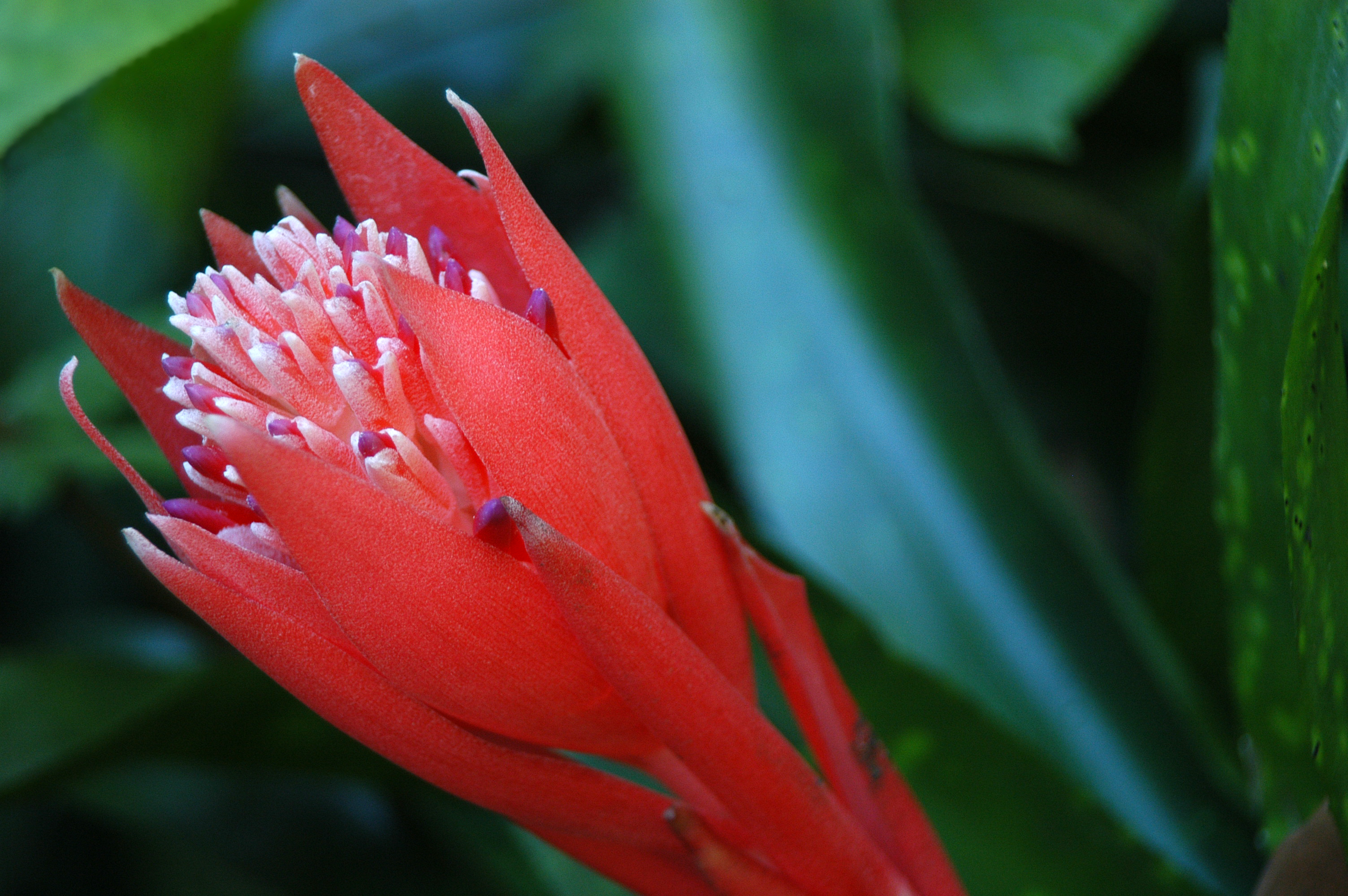
Billbergia pyramidalis
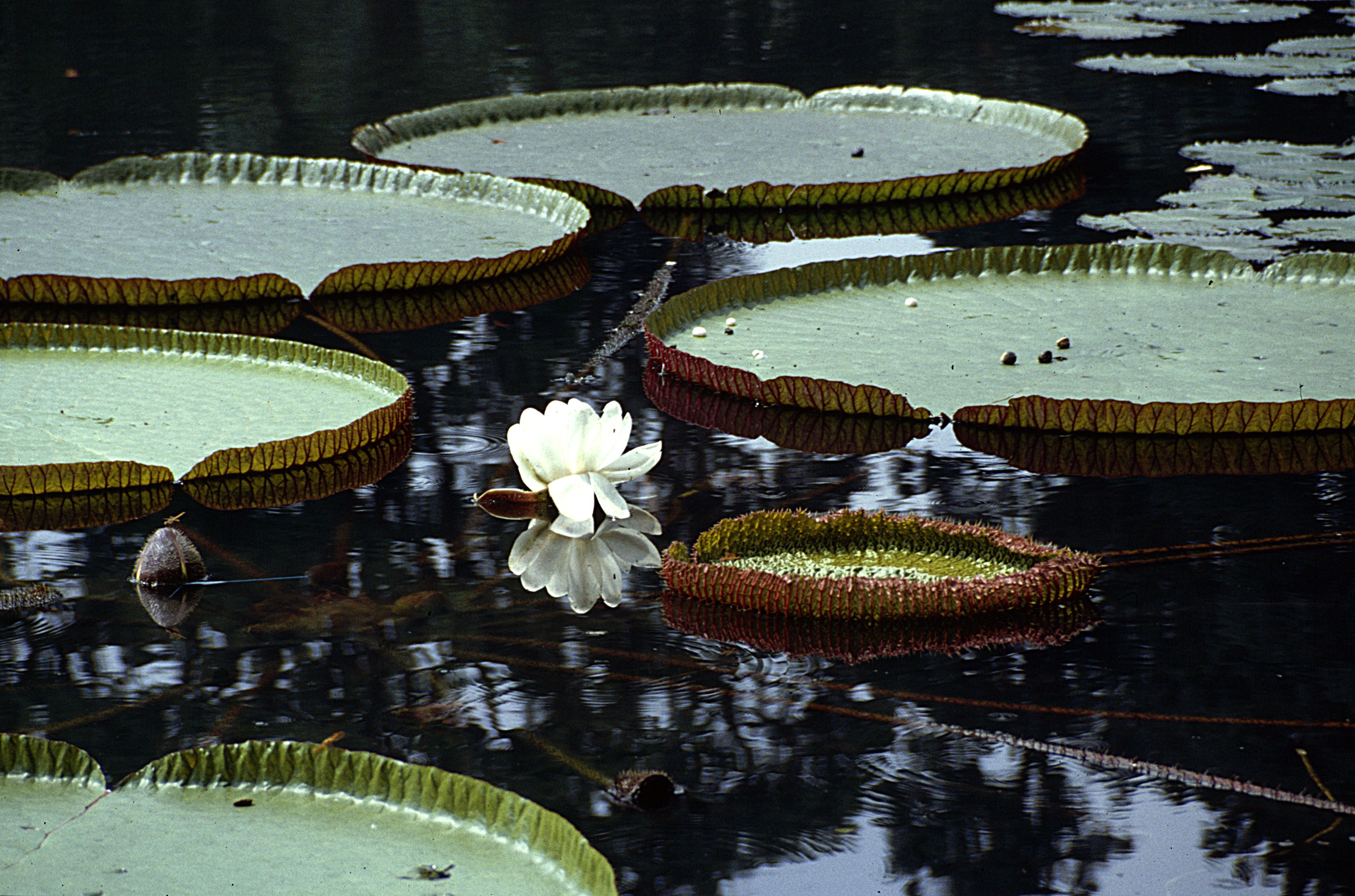
Victoria amazonica flower
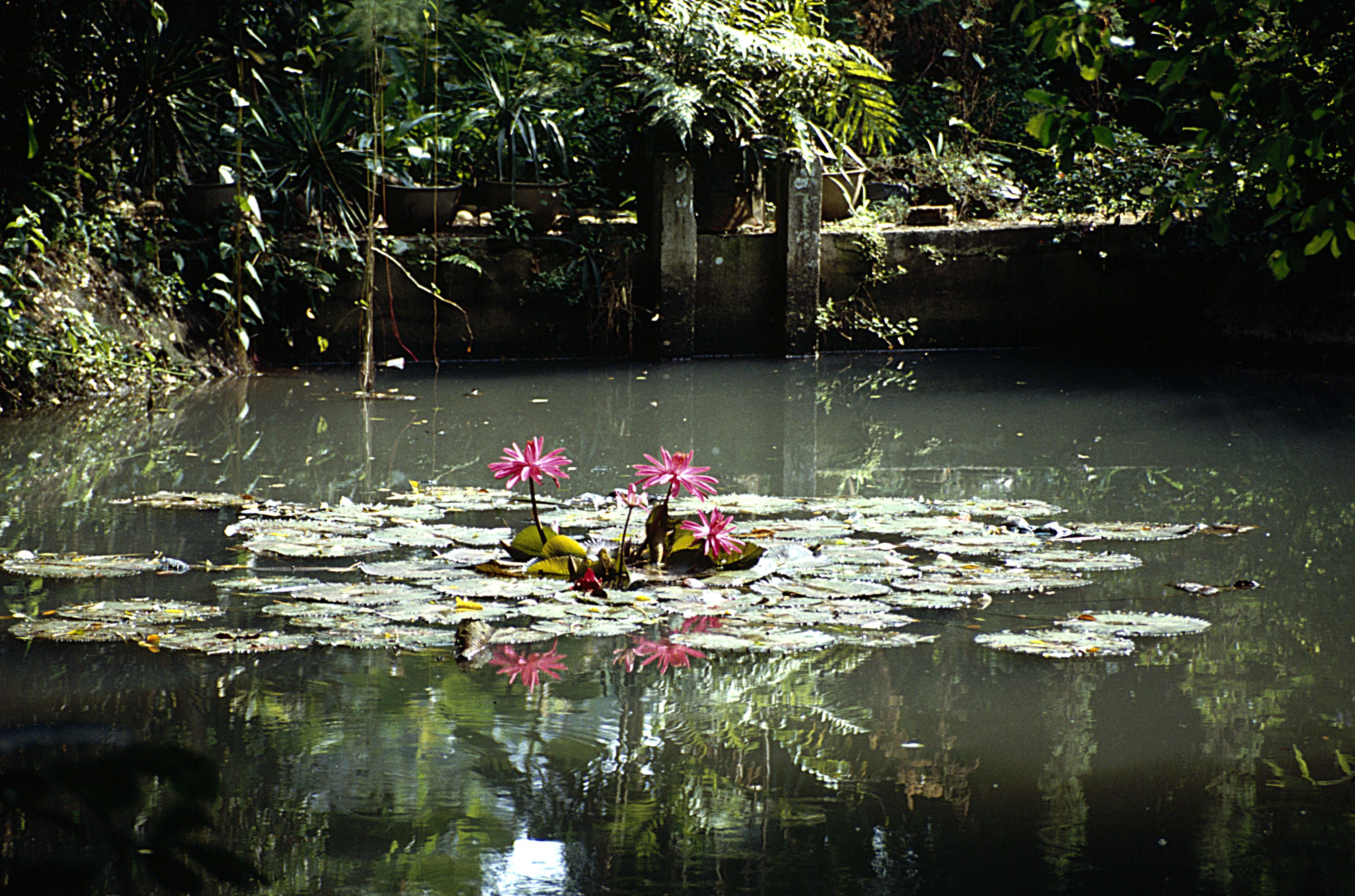
Water lilies in pond
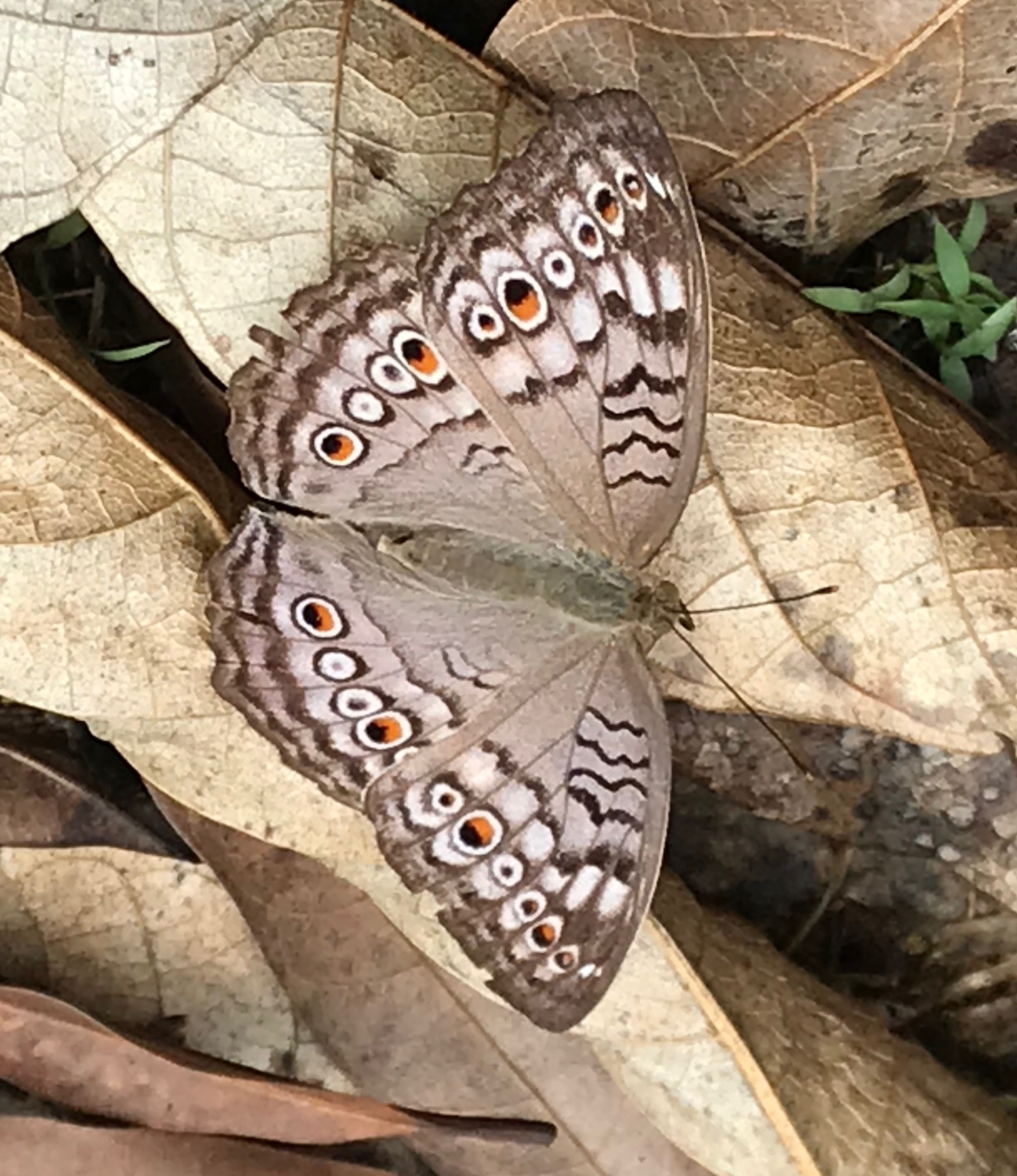
Grey pansy (Junonia atlites)